# João Ferreira (polityk)
João Manuel Peixoto Ferreira (ur. 20 listopada 1978 w Lizbonie) – portugalski biolog i polityk, poseł do Parlamentu Europejskiego VII, VIII i IX kadencji.

## Życiorys
Absolwent biologii, w 2009 uzyskał doktorat z ekologii. Specjalizował się m.in. w ekologii gatunków inwazyjnych oraz mikoryzie. Pracował jako badacz naukowy w międzyregionalnym stowarzyszeniu Água da Região de Setúbal (AIA). Był członkiem senatu Uniwersytetu Lizbońskiego. Współtworzył stowarzyszenie skupiające stypendystów naukowych.
Zasiadł we władzach Portugalskiej Partii Komunistycznej. W wyborach w 2009 uzyskał mandat posła do Europarlamentu VII kadencji z współtworzonej przez komunistów Unitarnej Koalicji Demokratycznej. W 2014 i 2019 z powodzeniem ubiegał się o europarlamentarną reelekcję. W 2013 zasiadł nadto we władzach miejskich Lizbony.
W 2021 kandydował w wyborach prezydenckich. Zajął w nich czwarte miejsce wśród siedmiu pretendentów, otrzymując ponad 4% głosów. W lipcu tego samego roku zrezygnował z zasiadania w PE.